# ليام كيوغ
ليام كيوغ (بالإنجليزية: Liam Keogh)‏ هو لاعب كرة قدم بريطاني، ولد في 6 سبتمبر 1981 في أبردين في المملكة المتحدة. لعب مع نادي إنفرنيس ونادي سانت ميرين ونادي سلتيك.

## وصلات خارجية
- ليام كيوغ على موقع قاعدة بيانات كرة القدم.إي يو (الإنجليزية)
- ليام كيوغ على موقع Soccerbase.com (لاعب) (الإنجليزية)